# Coupe d'Écosse féminine de football
La Coupe d'Écosse féminine de football est une compétition de football féminin.

## Format
La compétition débute par un tour préliminaire suivi de six tours dont la finale. Les douze équipes du championnat d'Écosse féminin font leur entrée dans la compétition au deuxième deuxième tour. Toutes les autres équipes s'affrontent lors du tour préliminaire, 40 équipes en ressortent vainqueurs. Les 20 équipes qualifiées et les 12 équipes de première division jouent donc le deuxième tour puis les seizièmes de finale. Chaque tour est joué sur une seule confrontation.

## Palmarès
Le tableau suivant présente les finales de la compétition depuis 1970-1971 :
| Saison    | Vainqueur                                   | Finaliste                                   | Score                | Référence     |
| --------- | ------------------------------------------- | ------------------------------------------- | -------------------- | ------------- |
| 1970-1971 | Stewarton Thistle (1)                       | Aberdeen Prima Donnas                       | 4–2                  | [ 3 ]         |
| 1971-1972 | Edinburgh Dynamos (1)                       | Cambuslang Hooverettes                      | 5–3                  | [ 3 ]         |
| 1972-1973 | Westthorn United (1)                        | Edinburgh Dynamos                           | 7–3                  |               |
| 1973-1974 | Motherwell (1)                              | Westthorn United                            | 1–0                  |               |
| 1974-1975 | Inconnu                                     | Inconnu                                     | Inconnu              |               |
| 1975-1976 | Inconnu                                     | Dundee                                      | Inconnu              |               |
| 1976-1977 | Inconnu                                     | Dundee                                      | Inconnu              |               |
| 1977-1978 | Dundee (1)                                  | Whitehill                                   | 9–3                  |               |
| 1978-1979 | Inconnu                                     | Inconnu                                     | Inconnu              |               |
| 1979-1980 | Motherwell (2)                              | Inconnu                                     | Inconnu              |               |
| 1980-1981 | Motherwell (3)                              | Edinburgh Dynamos                           | 2–0                  |               |
| 1981-1982 | Inconnu                                     | Inconnu                                     | Inconnu              |               |
| 1982-1983 | Whitehill (1)                               | Inconnu                                     | Inconnu              |               |
| 1983-1984 | Allanton Ladies (1)                         | Whitehill Ladies                            |                      |               |
| 1984-1985 | Wishaw Ladies (1)                           | Edinburgh Dynamos                           | 4–3                  |               |
| 1985-1986 | Inveralmond Thistle (1)                     | Inconnu                                     | Inconnu              |               |
| 1986-1987 | Inveralmond Thistle (2)                     | Inconnu                                     | Inconnu              |               |
| 1987-1988 | Inveralmond Thistle played Whitehill Ladies | Inveralmond Thistle played Whitehill Ladies |                      |               |
| 1988-1989 | Inconnu                                     | Inconnu                                     | Inconnu              |               |
| 1989-1990 | Inconnu                                     | Inconnu                                     | Inconnu              |               |
| 1990-1991 | Cumbernauld United                          | Inveralmond Thistle                         |                      |               |
| 1991-1992 | Hutchison Vale (1)                          | Inconnu                                     | Inconnu              |               |
| 1992-1993 | Hutchison Vale (2)                          | Inconnu                                     | Inconnu              |               |
| 1994      | Hutchison Vale (3)                          | Cumbernauld United                          | Inconnu              |               |
| 1995      | Cove Rangers (1)                            | Cumbernauld United                          | Inconnu              |               |
| 1996      | Cove Rangers (2)                            | Aberdeen                                    | 5–1                  | [ 4 ]         |
| 1997      | Cove Rangers (3)                            | Ayr United                                  | 5–4                  | [ 5 ]         |
| 1998      | Cumbernauld United (1)                      | Giulianos                                   | 3–1                  | [ 6 ]         |
| 1999      | Cumbernauld United (2)                      | Ayr United                                  | 1–0                  | [ 5 ]         |
| 2000      | Stenhousemuir (1)                           | Clyde                                       | 9–0                  | [ 7 ]         |
| 2001      | FC Kilmarnock (2)                           | Ayr United                                  | 3–3 (3-2 t.a.b)      | [ 8 ]         |
| 2002      | FC Kilmarnock (3)                           | Glasgow City                                | 5–0                  |               |
| 2003      | Hibernian Ladies (1)                        | FC Kilmarnock                               | 2–2 (5–4 t.a.b)      |               |
| 2004      | Glasgow City (1)                            | Queen's Park                                | 3–0                  |               |
| 2005      | Hibernian Ladies (2)                        | Cove Rangers                                | 8–0                  |               |
| 2006      | Glasgow City (2)                            | Aberdeen LFC                                | 5–1                  |               |
| 2007      | Hibernian Ladies (3)                        | Glasgow City                                | 5–1                  |               |
| 2008      | Hibernian Ladies (4)                        | Celtic LFC                                  | 3–1 a.p.             |               |
| 2009      | Glasgow City (3)                            | Rangers Ladies                              | 5–0                  |               |
| 2010      | Hibernian Ladies (5)                        | Rangers Ladies                              | 2–1                  |               |
| 2011      | Glasgow City (4)                            | Hibernian Ladies                            | 3–0                  | [ 9 ]         |
| 2012      | Glasgow City (5)                            | Forfar Farmington                           | 1–0                  |               |
| 2013      | Glasgow City (6)                            | Hibernian Ladies                            | 1–0                  |               |
| 2014      | Glasgow City (7)                            | Spartans                                    | 5–0                  |               |
| 2015      | Glasgow City (8)                            | Hibernian Ladies                            | 3–0                  | [ 10 ]        |
| 2016      | Hibernian Ladies (6)                        | Glasgow City                                | 1–1 a.p., 6-5 t.a.b. |               |
| 2017      | Hibernian Ladies (7)                        | Glasgow City                                | 3-0                  |               |
| 2018      | Hibernian Ladies (8)                        | Motherwell LFC                              | 8-0                  | [ 11 ]        |
| 2019      | Glasgow City (9)                            | Hibernian Ladies                            | 4-3                  |               |
| 2020      | Non organisée                               | Non organisée                               | Non organisée        | Non organisée |
| 2021      | Non organisée                               | Non organisée                               | Non organisée        | Non organisée |
| 2021-2022 | Celtic (1)                                  | Glasgow City                                | 3-2 a.               | [ 12 ]        |
| 2022-2023 | Celtic (2)                                  | Rangers                                     | 2-0                  | [ 13 ]        |
| 2023-2024 | Rangers (1)                                 | Heart of Midlothian WFC                     | 2-0                  | [ 14 ]        |